# Irina (Madagascar)
Pour les articles homonymes, voir Irina.
Irina est une ville et une commune rurale (Kaominina) située dans la région d'Ihorombe (province de Fianarantsoa), dans le sud de Madagascar.

## Démographie
La population est estimée à environ 5 000.

## Économie
Les ressources agricoles sont les rizières, la culture de manioc de tomates ou encore de tabac.